# Iznate
Iznate település Spanyolországban, Málaga tartományban. Iznate Almáchar, Vélez-Málaga, Benamocarra és Macharaviaya községekkel határos. Lakosainak száma 947 fő (2024).

## Népesség
A település népessége az elmúlt években az alábbi módon változott:
| Lakosok száma | 766  | 816  | 889  | 927  | 951  | 906  | 856  | 868  | 899  | 947  |
|               | 2001 | 2004 | 2007 | 2009 | 2012 | 2014 | 2017 | 2019 | 2022 | 2024 |